# Palazzo Gigli
Il Palazzo Gigli, ora Palazzo Lucchesini, si trova a Lucca in piazza San Giusto.

## Storia e descrizione
Il palazzo è stato costruito, su commissione di Giovan Paolo Gigli, fratello del vescovo di Worcester, intorno al 1529 su un’area anticamente occupata dalla curtis regia longobarda, sede anche della zecca che coniò il tremisse d’oro, la famosa moneta lucchese.
Posto sulla destra della chiesa di San Giusto il palazzo, progettato da Nicolao Civitali, figlio di Matteo, occupa un posto di rilievo nella storia dell'architettura lucchese essendo il più antico palazzo con cortile interno di tipo fiorentino.
L'edificio, che all'interno del primo piano reca ancora lo stemma della famiglia Gigli sui soffitti lignei a tarsìa, è appartenuto ai Gigli fino al 1661, è stato quindi acquistato dalla famiglia Lucchesini e dal 1893 è sede della Cassa di Risparmio di Lucca.
Al piano terra, una bella e proporzionata sala si congiunge col vestibolo della scala e poi sbocca in un salotto con più stanze magnificamente disposte. All’esterno, una porta elegante con due colonne per metà internate nel muro sopra due piedistalli, mentre le finestre mostrano grandi cornici intagliate.